# Vincenzo Gaggini
Vincenzo Gaggini oder Gagini (getauft am 8. August 1527 in Palermo; † 15. März 1595 ebenda) war ein italienischer Bildhauer und Marmormosaizist der Renaissance auf Sizilien.

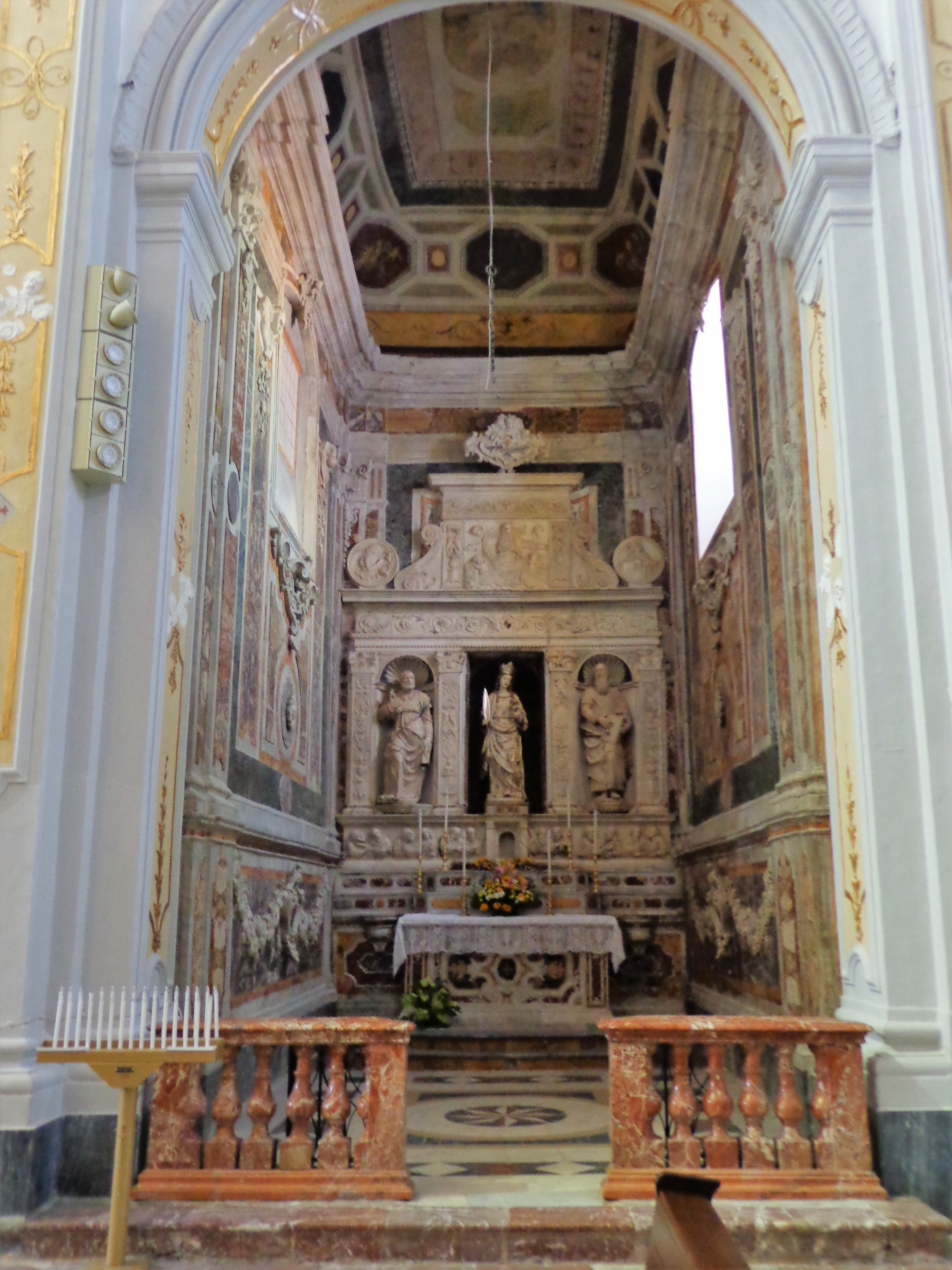
Vincenzo Gaggini und Antonino Gaggini: Hochaltar, Kirche Santa Lucia, Mistretta.

## Leben
Vincenzo ist Mitglied einer über mehrere Generationen wirkenden Bildhauerfamilie, deren Ursprung in Bissone am Luganersee belegt ist und deren Mitglieder insbesondere im 16. Jahrhundert zu den berühmtesten Bildhauern Siziliens zählten. Sein Großvater Domenico Gagini kam 1463 über Genua nach Palermo, der Vater Antonello Gagini gilt als der bedeutendste Renaissancebildhauer Siziliens überhaupt. Vincenzos ältester Bruder Giacomo Gaggini II. (1517–1598) war nach dem Tod des Vaters Universalerbe und damit im Rang eines Geschäftsführers im Familienunternehmen tätig.
Mit dem zweitältesten Bruder Fazio Gaggini (1520–1567) arbeitete  Vinzenzo häufig zusammen. Seine Stiefbrüder waren Giovanni Domenico Gaggini (* um 1503 in Messina; † 1567 in Palermo) und Antonino Gaggini (tätig 1541–1577).
Im Dom von Palermo schuf Antonello Gaggini mit seinen Söhnen, darunter auch Vincenzo eine ausladende Tribuna für die Hauptapsis, von der sich mehrere Skulpturen erhalten haben, so die stehende Christusfigur im Altarraum. Ebenfalls im Dom arbeiteten die beiden Brüder Vincenzo und Fazio an mehreren Hochreliefs mit erzählendem Charakter. Allein tätig war Vincenzo u. a. in Burgia.
Von seinen Zeitgenossen sehr anerkannt, wirken die von ihm geschaffenen Skulpturen oft unruhig und zerrissen, was ihn stilistisch in die Nähe des Manierismus bringt.

## Werke (Auswahl)
- Chiesa Madre (Burgio): “Mutter mit Kind” (Madonna di Trapani) (1566)
- Chiesa San Martini (Randazzo): “Madonna della Grazie”
- Santa Caterina di Alessandria (Milazzo): “Katharina v. Alexandria” (1552)
- Kathedrale von Palermo: Basrelief mit 3 drei Szenen aus dem Leben Jesu und neun Hochreliefs mit Szenen der Passion Christi (gemeinsam mit Fazio Gaggini)